# Chiridopsis rubromaculata
Chiridopsis rubromaculata is een keversoort uit de familie bladkevers (Chrysomelidae). De wetenschappelijke naam van de soort werd in 2001 gepubliceerd door Borowiec, Ranade, Rane & Ghate.